# Сильви, Сьюзи
Сью́зи Си́льви (англ. Susie Silvey; род. 17 сентября 1956, Лондон) — английская актриса кино и телевидения, танцовщица и модель.

## Биография
Сьюзан Сильви родилась 17 сентября 1956 года в лондонском боро Луишем. Училась в Школе искусств «Харроу» (ныне — Вестминстерский университет) балету, джазу и чечётке, но покинула его спустя три года. С 1977 года начала сниматься в кинофильмах (поначалу без указания в титрах), с 1979 года — в телесериалах. В 1980-х годах была регулярной танцовщицей музыкальной телепрограммы Top of the Pops. Карьеру актрисы окончила в 1984 году.
После завершения карьеры Сильви стала членом Комитета Гильдии знаменитостей Великобритании и членом фонда Heritage Foundation, который занимается организацией приглашений знаменитостей на мероприятия по сбору средств и открытию «синих табличек».
Дочь — Сара Сильви-Файн (род. 1991 или 1992), стала, как и мать, моделью.

## Избранная фильмография

### Широкий экран
В титрах указана
- 1978 — Пташки[англ.] / The Playbirds — констебль Тейлор
- 1979 — Мир полон женатых мужчин[англ.] / The World Is Full of Married Men — девушка в гостинице
- 1982 — Экстро / Xtro — девушка в коттедже

В титрах не указана
- 1977 — Приходи играть со мной[англ.] / Come Play with Me — девушка в бикини
- 1978 — Жеребец[англ.] / The Stud — девушка в душе
- 1980 — Долгая Страстная пятница / The Long Good Friday — девушка с Эрроллом
- 1983 — Осьминожка / Octopussy — силуэт девушки-роллера в начальных титрах
- 1983 — Фанни Хилл[англ.] / Fanny Hill — Джейн

### Телевидение
- 1980 — Шоу Дика Эмери[англ.] / The Dick Emery Show — девушка на АЗС, которую пылесос лишает платья[4] (в эпизоде #18.1)
- 1980 — Терри и Джун[англ.] / Terry and June — Линда (в эпизоде Disco Fever)
- 1981 — Автостопом по галактике[англ.] / The Hitchhiker’s Guide to the Galaxy — служанка[5] (в эпизоде #1.3)
- 1981 — Прости![англ.] / Sorry! — танцовщица[5] (в эпизоде Buttons)
- 1982 — Люди Смайли[англ.] / Smiley’s People — артистка кабаре (в эпизоде Gathering Friends)
- 1983 — Каффи[англ.] / Cuffy — модель (в эпизоде Cuffy and a Fashion Show)
- 1983 — ? / Never the Twain — девушка (в эпизоде The End of the Line)

### Прочие работы
- 1984 — девушка в видеоклипе на песню Джо Кокера Civilized Man[6]

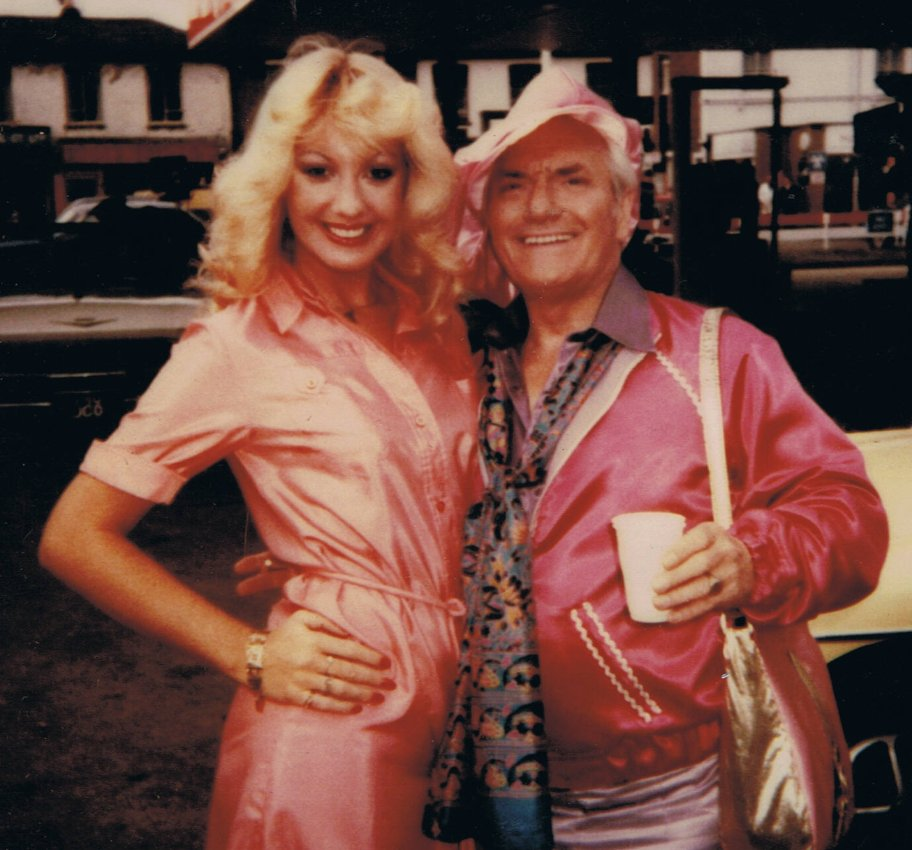
С Диком Эмери[англ.], конец 1970-х годов
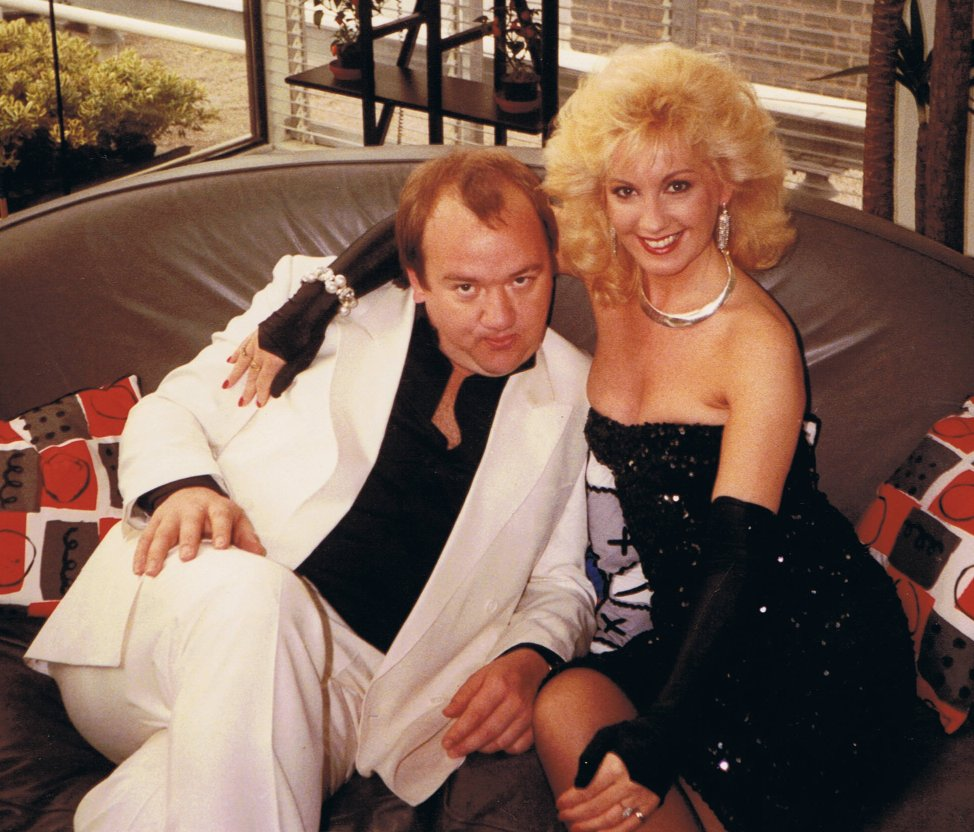
С Мелом Смитом[англ.], 1980-е годы
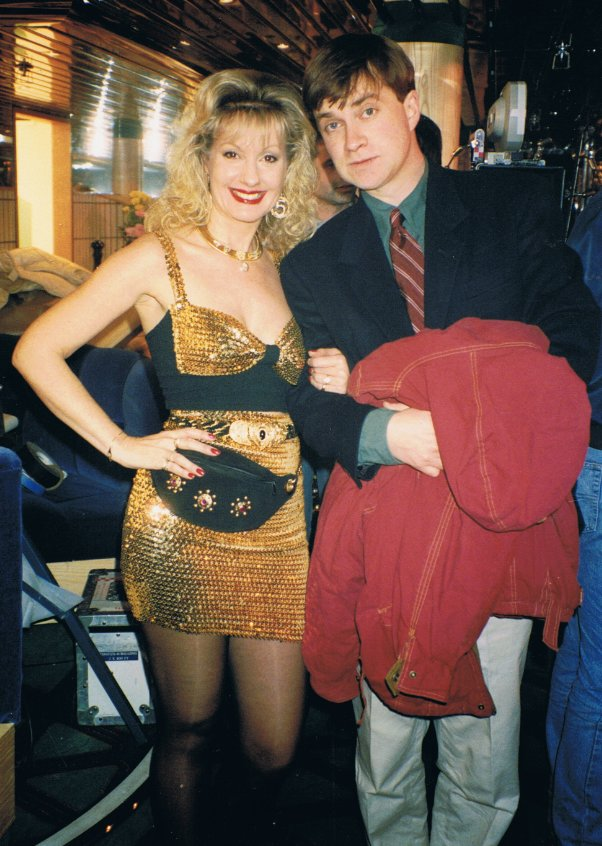
С Гарри Энфилдом[англ.], 1980-е годы
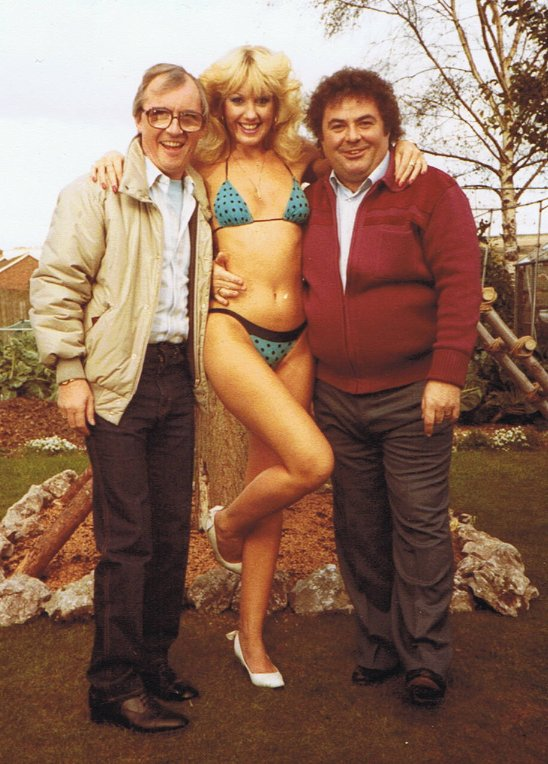
С «Маленьким и Большим», 1980-е годы
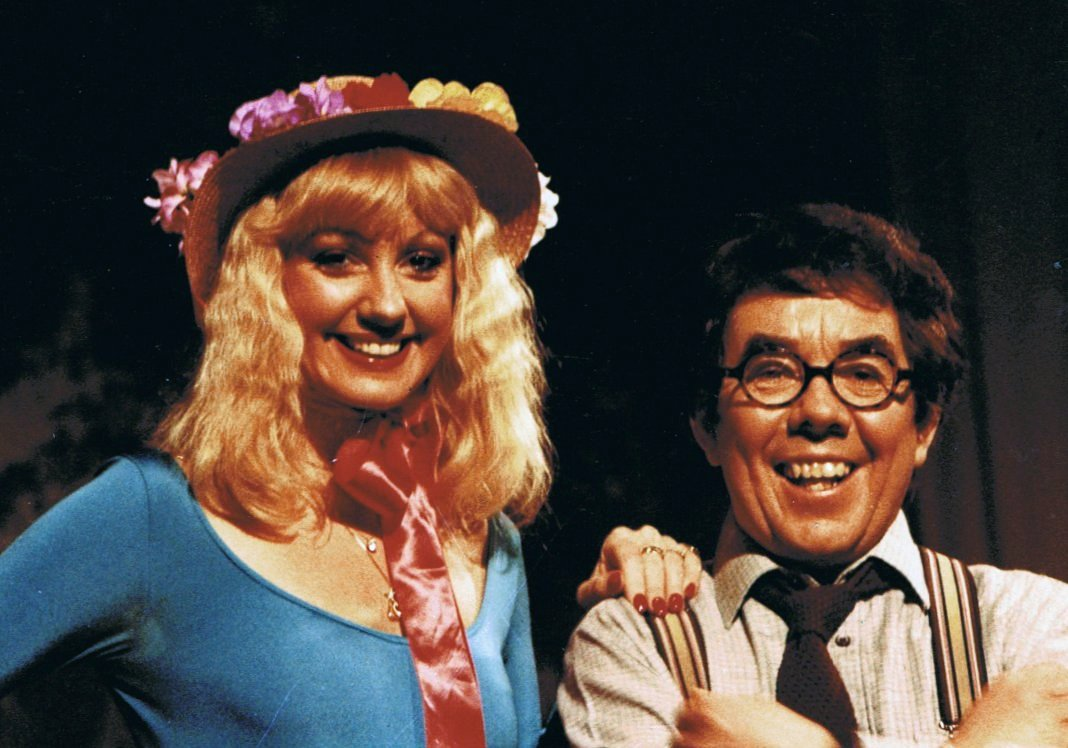
С Ронни Корбеттом[англ.], 1980-е годы
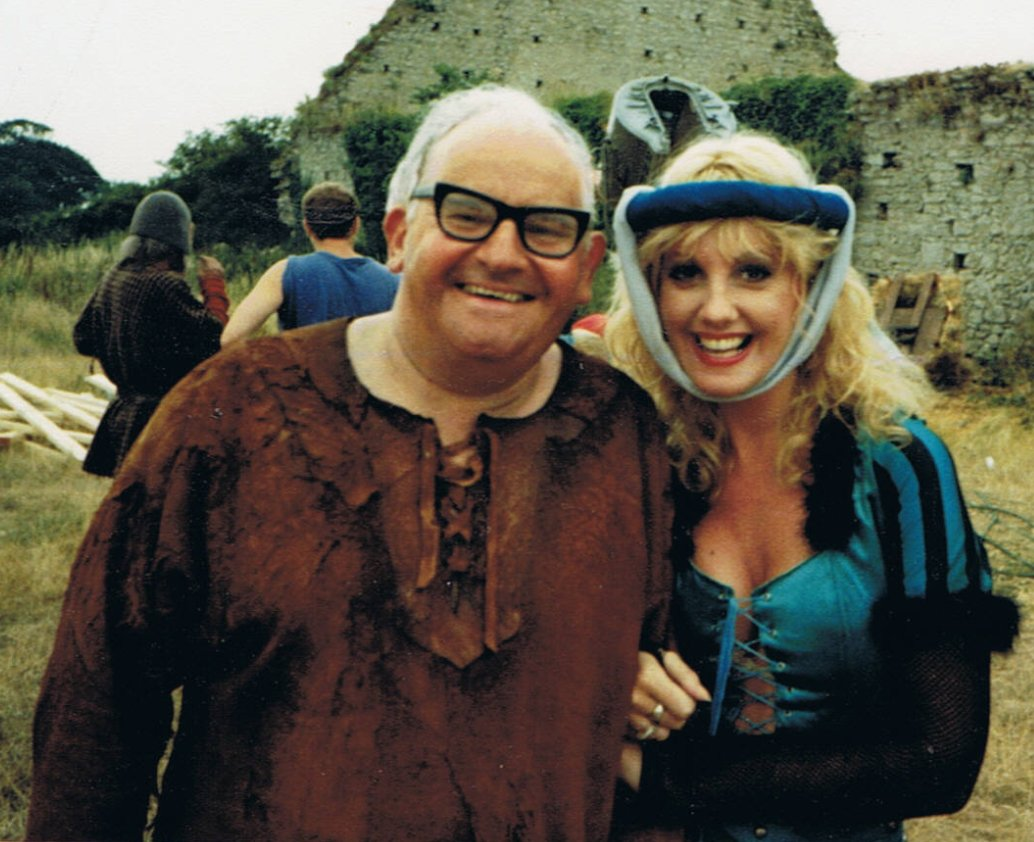
С Ронни Баркером, 1980-е годы
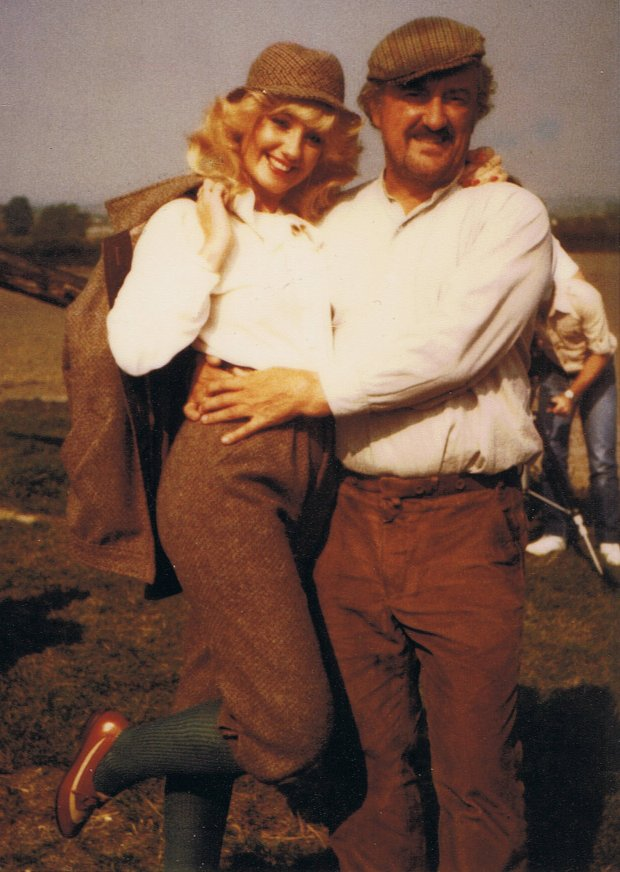
С Бернардом Криббинсом, 1983 год
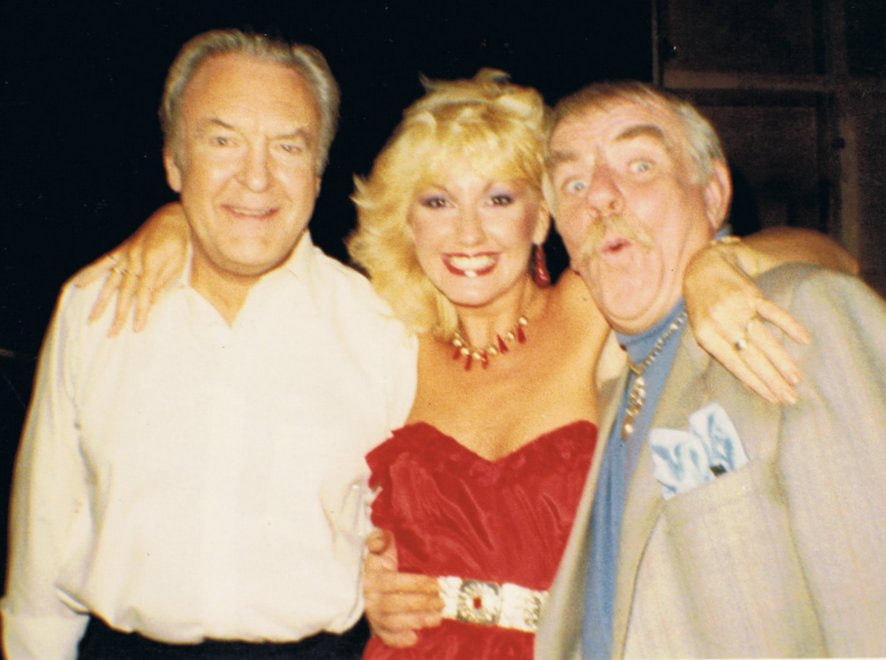
Слева направо: Дональд Синден[англ.], Сьюзи Сильви и Виндзор Дэвис[англ.], 1983 год
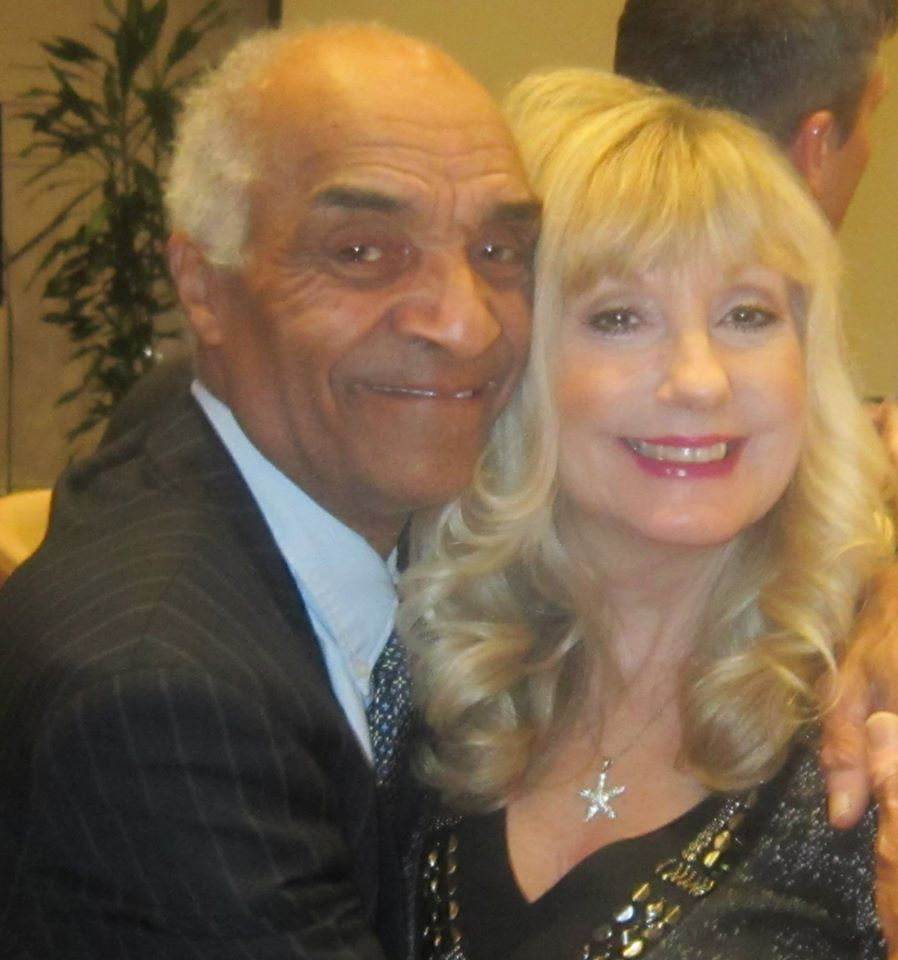
С Кенни Линчем[англ.], 2014 год